# Аренс, Марлен
Марлен Аренс Остертаг (исп. Marlene Ahrens Ostertag; 27 июля 1933, Консепсьон — 17 июня 2020, Сантьяго) — чилийская легкоатлетка, метательница копья, призёр Олимпийских игр.
Родилась в Консепсьоне. В 1956 году на Олимпийских играх в Мельбурне завоевала серебряную медаль в метании копья. В 1959 году стала чемпионкой Панамериканских игр. В 1960 году приняла участие в Олимпийских играх в Риме, но на этот раз была лишь 12-й. В 1963 году вновь завоевала золотую медаль Панамериканских игр в метании копья.